# Arpaçayır, Horasan
Arpaçayır là một xã thuộc huyện Horasan, tỉnh Erzurum, Thổ Nhĩ Kỳ. Dân số thời điểm năm 2011 là 579 người.